# Miklós Domahidy
Dans le nom hongrois Domahidy Miklós, le nom de famille précède le prénom, mais cet article utilise l’ordre habituel en français Miklós Domahidy, où le prénom précède le nom.
Miklós Domahidy est un écrivain hongrois né le 6 janvier 1922 à Budapest et mort le 21 novembre 2008.

## Biographie
Il fait des études de droit, pour les financer il travaille dans une maison de vins (Borforgalmi Intézet). En 1940 il est appelé sous les drapeaux, mais déserte peu après, ne voulant pas combattre pour les nazis. À la Libération, ironie du sort, il se fait arrêter par les troupes soviétiques qui l'expédient en Sibérie pour trois ans. De retour en Hongrie, il reprend son travail dans la maison de vins, qui lui paie des études d’œnologie. Il y travaillera jusqu'en 1956. Entre-temps, il écrit des pièces de théâtre. Ironie du sort à nouveau, deux d'entre elles devaient même être jouées en cet automne 56, où (entre-temps il est marié et a une fille) sa belle-mère leur envoie un passeur pour les sortir de Hongrie.
Il quitte la Hongrie le 30 novembre 1956 à pied avec sa famille (sujet de son deuxième roman, Les seize verrous) et arrive en Suisse le 6 décembre 1956. Il trouve un travail chez Obrist à Vevey comme laveur de tonneaux. Ensuite, comme œnologue, chez Schenk à Rolle.
En 1958, il divorce. Il passe ses fins de semaine à écrire des articles sur la Suisse pour Radio Free Europe, ainsi que ses romans, 
En 1969 paraît son troisième roman en allemand, Die Schule des Kneifens chez Zsolnay Verlag (de), comme les deux premiers, qui ont d'abord été publiés en allemand.
Il participe encore à la rédaction de la biographie d'Imre Haynal (hu) et écrit une biographie sur Ernő Poeltenberg, Az osztrák vádlott, publié en hongrois en 1985 par l'université libre Európai Protestáns Magyar Szabadegyetem de Berne. Laquelle publie également cinq de ses pièces de théâtre en hongrois en 1991.
Ses trois romans paraissent enfin en hongrois en 1992 (Magvető Könyvkiadó) sous le titre Könyörtelen idők (« temps impitoyables ») et sont filmés par Sándor Sára : en 1992 Temps impitoyables, et en 1993 Vigyázók tiré de Carte sous table/A csorba csésze.